# Nāḩiyat al Ghāriyah
Nāḩiyat al Ghāriyah (arabiska: ناحية الغارية) är ett subdistrikt i Syrien.   Det ligger i provinsen as-Suwayda', i den södra delen av landet, 130 km söder om huvudstaden Damaskus.
Trakten runt Nāḩiyat al Ghāriyah består i huvudsak av gräsmarker. Runt Nāḩiyat al Ghāriyah är det glesbefolkat, med 10 invånare per kvadratkilometer.